# یواس‌اس هویت (دی‌دی-۹۶۶)
یواس‌اس هویت (دی‌دی-۹۶۶) (به انگلیسی: USS Hewitt (DD-966)) یک کشتی بود که طول آن 529 ft (161 m) waterline; 563 ft (172 m) overall بود. این کشتی در سال ۱۹۷۴ ساخته شد.